# مارتین رتل
مارتین رتل (انگلیسی: Martin Rettl؛ زادهٔ ۲۵ نوامبر ۱۹۷۳) اهل اتریش است.یک مسابقه دهنده اسکلتون اتریشی است که از سال 1989 تا 2006 در مسابقات شرکت کرده است. او دربازی‌های المپیک زمستانی شرکت کرد و در سال 2002 در مسابقات اسکلتون مردان درسالت‌لیک‌سیتی مدال نقره گرفت.
همچنین رتل در مسابقات اسکلتون مردان در مسابقات جهانی FIBT 2001 در کلگری موفق به کسب مدال طلا شد. بهترین قهرمانی فصلی او در جام جهانی اسکلتون در مسابقات قهرمانی مردان در سالهای 2002 - 2001  سوم شد.
مارتین بعد از بازی‌های المپیک زمستانی ۲۰۰۶ در تورین بازنشسته شد ، به شغل مراقبت پرواز در اینسبروک ، اتریش مشغول شد و در جام جهانی IBSF سرمربی شرکت کنندگانی  از بلژیک ، نیوزیلند و اسپانیا بود.